# Schufelberger Egg
Lo Schufelberger Egg è un passo di montagna nel Canton Zurigo, collega la località di Wernetshausen (comune di Hinwil) con Gibswil (comune di Fischenthal). Scollina a un'altitudine di 990 m s.l.m.